# 순안사
순안사(巡按使)는 중화민국 북양정부의 관직명이다. 1914년 대총통 위안스카이가 『성관제』(省官制)를 공포하면서 각 성의 민정장(民政長)을 개칭하여 만들었다. 1916년 위안이 죽은 뒤 대개 성장(省長)으로 개칭되었다.
2개 이상의 성을 다스리는 군벌은 순열사라고 했다.